# Euprosopia minor
Euprosopia minor är en tvåvingeart som beskrevs av Malloch 1940. Euprosopia minor ingår i släktet Euprosopia och familjen bredmunsflugor. Inga underarter finns listade i Catalogue of Life.